# レフケ地区
レフケ地区（トルコ語: Lefke İlçesi） またはレフカ（ギリシア語: Λεύκα）は事実上独立している北キプロス・トルコ共和国の地区のひとつ。中心都市はレフケ（レフカ）。人口は11,091人（2011年北キプロス国勢調査）。キプロスの行政区画ではニコシア地区北部にあたる。
エレンコイ（ギリシャ語ではコキナ）がキプロスに囲まれた飛び地となっている。キプロスと北キプロスの「国境」には国際連合が設定したグリーンラインがあるため、両者は隔離されている。
前身はレフケ準地区（Sub-district）であり、かつてはギュゼルユルト地区（1998年以前はレフコシャ地区）に属していた。2016年12月27日、ギュゼルユルト地区からの分離が北キプロス共和国議会にて全会一致で可決された。

## 自治体
レフケ地区に属する自治体は以下の通り。ギリシャ語 / トルコ語名と併記している。
- Ampelikou/Bağlıköy
- Angolemi/Taşpınar
- Elia/Doğancı
- Galini/Ömerli
- Kalo Chorio/Çamlıköy
- Karavostasi/Gemikonağı
- Kazivera/Gaziveren
- コキナ / エレンコイ（Kokkina/Erenköy）（英語版） - 飛び地
- レフカ / レフケ（Lefka/Lefke）
- Limnitis/Yeşilırmak
- Loutros/Bademliköy
- Pentageia/Yeşilyurt
- Peristeronari/Cengizköy
- Petra/Taşköy
- Potamos tou Kampou/Yedidalga
- Xeros/Denizli
- Xerovounos/Yukarı Yeşilırmak